# Шурмак, Григорий Михайлович
Григорий Михайлович Шурмак (настоящая фамилия Шурман, 28 мая 1925, Киев — 16 сентября 2007, Электросталь) — поэт и писатель.

## Биография
Григорий Михайлович Шурмак родился в Киеве 28 мая 1925 года и был средним из трёх детей в семье. Отец — бухгалтер, мать — чернорабочая. Жили на ул. Саксаганского. В семь лет сломал ногу и несколько месяцев был прикован к постели. Отец подарил ему однотомник стихов Пушкина, с того времени мальчик увлёкся литературой. Окончил школу-семилетку № 131, затем продолжил учёбу в школе-десятилетке № 33. По соседству жили его друзья: Наум Мандель (будущий известный поэт Наум Коржавин) и Лазарь Шерешевский (будущий поэт и переводчик), учившиеся в школе № 44.
Вместе они занимались в литстудии при газете «Юный пионер» (неподалёку от Сенной площади), где их прозвали «могучей кучкой». Кружком руководила журналистка Ариадна Громова, впоследствии известная писательница-фантаст. В 1940 году в Киеве состоялся городской слёт юнкоров. Григорий выступил там против наведения глянца в молодёжной прессе и формализма в работе комсомольской организации. После его речи прения приняли бурный характер. Ребята-делегаты поддержали своего ровесника, в отличие от членов взрослого президиума. По настоянию Ленинского райкома ВЛКСМ в сентябре 1940 Григорий был исключён из комсомола. «И члены [школьного комсомольского] комитета конфиденциально сообщили Грише, что сочувствуют ему, но будут голосовать за его исключение…» Литературный кружок, в котором он состоял, ликвидировали, после чего он с друзьями перешёл в литстудию при городском Дворце пионеров.
В 1941 году вместе с родителями эвакуировался в Узбекистан. По окончании ФЗO, чтобы облегчить материальное положение семьи, поступил рабочим на урановый рудник Койташ (Койташстрой, Самаркандская обл.). Там в 1942 году в возрасте семнадцати лет сочинил песню «По тундре, по широкой дороге» (песня известна и под другими названиями: «Воркута — Ленинград», «Побег»).
С весны 1943 года Шурмак был призван в армию. Воевал на 2-м Украинском фронте. После двух ранений (последнее в августе 1944, тяжёлое) вернулся в Киев инвалидом войны. В 1949 году по окончании Киевского пединститута уехал в Донбасс, преподавал там русский язык и литературу. В 1963 году написал роман «Нас время учило» (который был опубликован только через двадцать шесть лет).
В 1967 году вернулся в Киев, работал в интернате воспитателем и учителем. В 1968 году по доносу учеников[прояснить] был уволен. Изредка публиковался в советской печати (киевский журнал «Радуга», московские «Юность», «Октябрь», «День поэзии»). В 1975 году в Киеве вышел первый сборник его стихов.
В ноябре 1987 переехал в город Электросталь Московской области, с 1988 года руководил там литературной студией.
В 1997 и 2004 годах в Москве вышли в свет его поэтические книги «Поздний сборник» и «Лирика. Баллады. Песни». 
Член Союза писателей Москвы с 1996 года. 
Произведения Г. М. Шурмака печатались в журналах: «Новый мир», «Континент», «Знамя», парижском еженедельнике «Русская мысль», газете «Экспресс-Хроника» и др.
Скончался 16 сентября 2007 года, похоронен в Электростали на Новом кладбище (8 участок).
В сентябре — декабре 2013 года при специализированной библиотеке-депозитарии редких книг города Электростали действовала выставка «Комната писателя Григория Шурмака». На открытии выставки в записи прозвучала его знаменитая песня «в проникновенном исполнении автора». Эту запись сделали корреспонденты радио города Ногинска, посетив поэта за три года до его смерти.

## Семья
- Был женат дважды. У него остался сын, внучка и двое правнуков.

## Стихотворение «Побег»
По тундре, по железной дороге,

Где мчится курьерский

«Воркута — Ленинград»,

### История песни «Побег»
Старший брат Григория, Исаак (1920—1943; в армии записался как Иван) тяжело перенёс голод 1933 года, стал водиться с босяками, попал в детскую колонию. В 1940 за кражу часов был приговорён к двум годам лагерей. Срок отбывал на Севере, в районе Пудожа Карело-Финской АССР, на лесоповале. В июле 1941 его призвали в действующую армию. Из воспоминаний Григория Шурмака:
«…я тосковал, много думал о нём. В ноябре 1942 в общагу, где я жил, пришёл солдат-инвалид Пётр Смирнов. Правая рука у него была искалечена. Выяснились, что он был взят в армию прямо из лагерей, расположенных в районе Воркуты. Как и мой брат, он был вором. Пётр любил рассказывать о лагерном быте, об отправке на фронт. Оказывается, на фронт отправляли поездом, состоящим из теплушек. Меня поразило: тундра кругом, а действует железная дорога — экзотика! Потянуло сочинить песню, посвящённую брату, который тоже прошёл через северный лагерь и тоже где-то воюет. Начало песни возникло само собой: „По тундре, по железной дороге“. А о чём должна быть песня? Ясное дело: о побеге на волю, о матери, память о которой священна для каждого зэка. …[На фронте] изредка я пел её ребятам по землянке и по палате [в госпиталях], а затем в студенческие годы — однокурсникам».
В раннюю хрущёвскую оттепель обнаружил, что его песня стала широко известной. «Случайно услышал свою песню по радио в исполнении неизвестных радиолюбителей».
«В ту пору по амнистии освобождались десятки тысяч заключённых, осуждённых по уголовным статьям. Среди них были умельцы, обзавёдшиеся самодельными радиоустановками, и в один прекрасный день я услышал на средних волнах, как баритон с типичной для воров дикцией смачно исполнял „По тундре, по железной дороге“!»
Впервые песня была опубликована в 1990 в знаменитом московском сборнике «Средь других имён», в котором были собраны произведения поэтов, отсидевших в сталинских лагерях.
Об истории написания песни «По тундре…» также рассказывает сын автора, Проценко П.Г.: в беседе в связи с 95-летием Г.М. Шурмака (Литературный клуб при городской библиотеке им. К. Паустовского, Электросталь, 26.12.2020).

## Отзывы
Поэтесса Наталья Горбаневская: "«По тундре, по железной дороге / Где мчится курьерский „Воркута — Ленинград“» — кто же не знает этих слов, пусть с вариантами уже и в этих первых строчках. Одна из самых пронзительных гулаговских песен возникла на основе текста, написанного — не в лагере, а в эвакуации — 17-летним, ещё не взятым в армию киевлянином (в 45-м он вернётся из армии инвалидом). «Соседу по общаге Петру Смирнову, астраханскому вору-рецидивисту… песня так понравилась, что он заставлял меня петь с ним до тех пор, пока не запомнил. Наверное, благодаря ему песня распространилась по Союзу».
Ну, не просто «благодаря ему», а благодаря «себе», так хорошо лёгшей в фольклор, обросшей дополнениями, уточнениями, упрощениями — всем, чем народ, принимая, разукрашивает истинный поэтический текст".

### Из воспоминаний поэта Л. В. Шерешевского
«Нас... в далёкие довоенные годы, было трое — трое киевских школьников, писавших стихи, бредивших стихами, споривших о стихах... Наша троица отличалась какой-то особенной дружеской сплочённостью, обусловленной, в частности, ещё и тем, что жили мы в одном районе, неподалёку друг от друга, и встречались не только на занятиях студии, но и дома, и часто вместе гуляли по улицам, делясь друг с другом своими мыслями и стихами. Наша троица — это Эмка Мандель, Гриша Шурман и я... Любовь к литературе, общность интересов и поисков сделала нас тогда неразлучными...»

«Гришу эвакуационная волна занесла в Ташкент, где он... написал числившуюся безымянной, но ставшую весьма известной песню „По тундре, по железной дороге...“ Вскоре его призвали в армию. Попал он — городской мальчишка — в казачью кавалерийскую часть... Он воевал, был ранен, контужен, а после войны окончил в Киеве педагогический институт и получил назначение в Донбасс, в вечернюю школу для взрослых... Он задумал большую вещь о нашем времени и нашем поколении, удачно найдя ей название в строчке Булата Окуджавы: „Нас время учило“. У романа оказалась трудная судьба: несмотря на одобрительные отзывы видных писателей, он многие годы пролежал в издательстве „Советский писатель“ — редакторов всё что-то смущало в нём, что-то пугало и настораживало. И только в 1986 году, когда уже подули ветры перестройки, Грише позвонил редактор издательства и сказал буквально следующее: „Мы возвращаемся к работе над вашим романом“. Роман, наконец, вышел в свет в 1989 году...»

### Военная проза
Известный советский писатель-фронтовик В. Л. Кондратьев в предисловии к книге Шурмака о войне так охарактеризовал долгий её путь к читателю и препоны, которые ей пришлось преодолевать: «Трудно представить, что об этой чистой и искренней вещи говорились вот такие слова: „Необходимо отметить, что в приведённые в заключение ссылки — всего лишь примеры негативной постановки политических и военных вопросов, содержащихся в рукописи. Исходя из этого, считаем, что издание романа... не принесёт пользы делу военно-патриотического воспитания трудящихся“... Непонятно, что же смущало редакции журналов и издательств в этой честной, правдивой книге? Неужто то, что ученики киевской школы — рассказчик и его товарищи — задумываются о том, что делается в стране, что столкновения с жизнью вызывают у них разные вопросы?
...Что касается военных страниц повести, то, надеюсь, читатель представляет, как дотошно отношусь я к правдивости фронтовых реалий, к их точности... Описание войны у Г. Шурмака идёт в русле лучших произведений военной прозы, где о войне пишется предельно правдиво и жёстко, где показывается война такой, какой она была на самом деле...»

## Интересные факты
В 1992 году Шурмак в своей заметке, опубликованной в газете «Русская мысль», рассказал историю своего столкновения с генералом-политработником Д. Волкогоновым, ставшим в начале президентства Б. Ельцина советником последнего по оборонным вопросам:

В апреле 1985 года издательство «Советский писатель» направило генерал-майору Волкогонову, зам. начальника спецуправления Главпура советской армии и флота, рукопись моего автобиографического романа «Нас время учило» — «по договорённости на консультацию». Привожу наиболее характерные выдержки из полученной рецензии: «Автор, говоря о 37-м годе, проводит мысль о якобы творящихся беззакониях»... «коммунистов показывает людьми без твёрдых убеждений»; «совершенно неоправданно сосредотачивается внимание на несуществующем в нашем обществе еврейском вопросе»...
Мне ничего не оставалось, как забрать рукопись. …Осенью того же года в «Московской правде» я прочёл серию статей «Отравители эфира». Их автор Д. Волкогонов был представлен читателям как генерал-лейтенант... «Доктор философских наук, профессор» писал, например, о «кликушестве на радиостанции „Свобода“ В. Максимова — в прошлом уголовном преступнике, перебравшемся на Запад... со рвением отрабатывавшем свои „тридцать сребреников“».
Спустя два года «Советский писатель»... всё же решился на издание моей книги, но формальности ради издательству требовалось, чтобы Главпур свой негативный отзыв закрыл новым, положительным... И в издательство пришёл ответ за подписью начальника отдела печати полковника О. Сарина: «Наши выводы, сделанные в апреле 1985 года, остаются в силе». И — точка! На дворе перестройка в разгаре, осень 1987 года, а подчинённые Д. Волкогонова по-прежнему нацелены на то, чтобы «тащить и не пущать». Моя книга вышла в свет в 1989 году, спустя четверть века после её создания.
Что же касается генерал-полковника Д. Волкогонова (как быстро, однако, у некоторых происходит повышение в чинах!), то в его речах и интервью я ни разу не встретил раскаяния в двоемыслии... Кстати, не странно ли: для консультации по военным вопросам президент взял политработника, комиссара?

## Антологии русской поэзии, в которые включены стихи Г. М. Шурмака
- Строфы века: Антология русской поэзии / Сост. Евг. Евтушенко. М.: «Полифакт. Итоги века», 1999. — 1056 с. ISBN 5-89356-006-X.
- Киев. Русская поэзия. XX век: Поэтическая антология / Сост. Ю. Каплан. К.: ООО «Юг», 2003. — 439 с. ISBN 966-7082-17-2
- 100 русских поэтов о Киеве: Антология. Составитель Р. Заславский. К.: Журнал «Радуга», 2001. — 398 с. ISBN 966-7121-39-9Ё
- Антология русского лиризма. XX век: в 4 т. - 3-е издание. Составитель А. Васин-Макаров. 2019 - 2323 с.  ISBN 978-5-9907974-5-1 (Т. 1). (1-е издание в 3-х томах - 2000).